# Coll del Vidre (Vistabella del Maestrat)
El Coll o Port del Vidre (1.056 m.) és un port de muntanya situat a la província de Castelló, dins del terme municipal d'Atzeneta del Maestrat i confluència dels termes d'Atzeneta del Maestrat, Benafigos i Vistabella del Maestrat. Aquest és un port dels més alts de tot el País Valencià, ja que arriba fins als 1.242 metres d'altitud punt en què està la població de Vistabella del Maestrat (l'Alcalatén). El port comença al passar el desviament de la carretera de Xodos on la carretera s'enfila uns 400 metres d'altitud. Aquest port sol estar tancat al trànsit en l'hivern degut a les fortes nevades que es produeixen i per gelades fortes durant les nits.